# Остаток новой

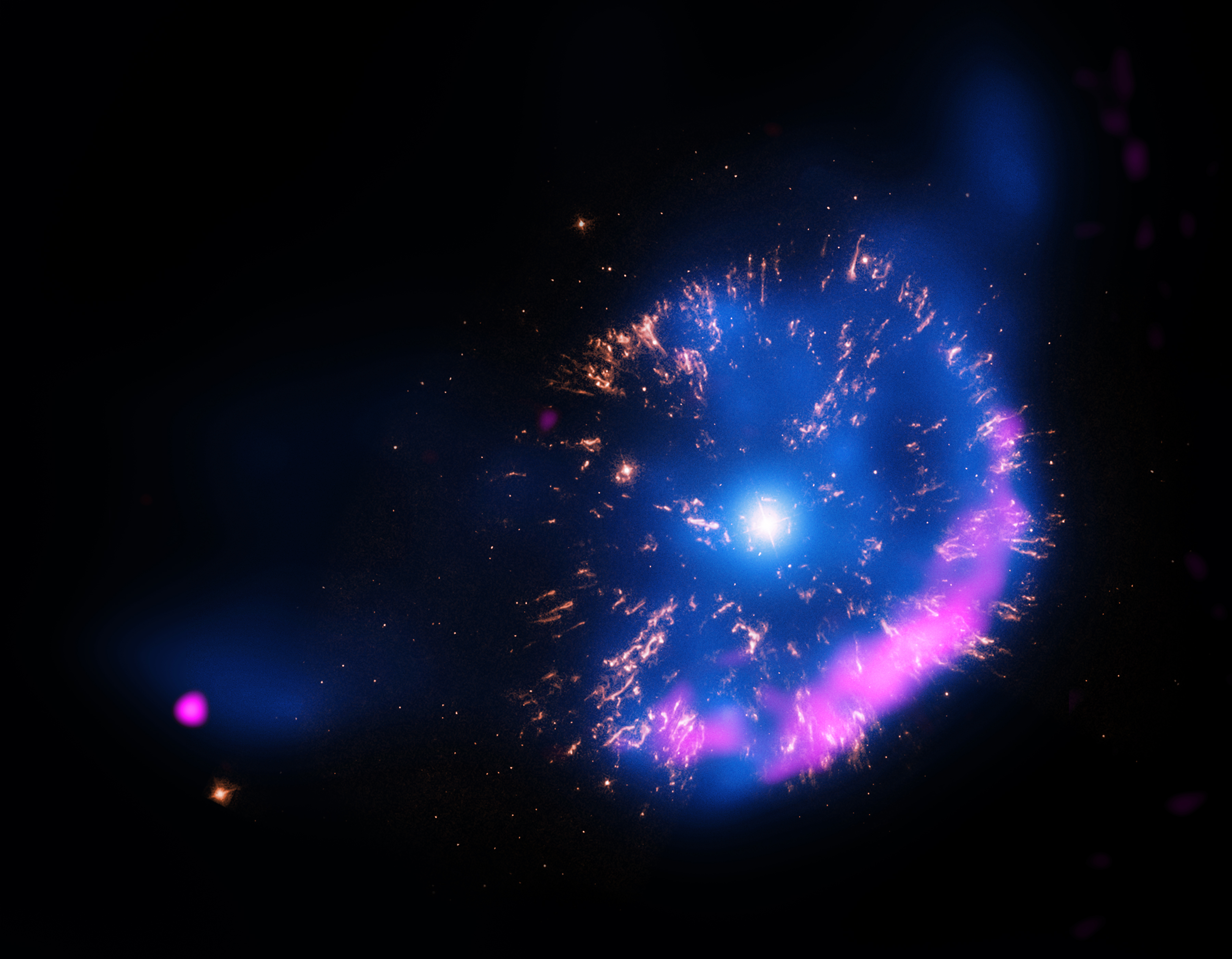
GK Персея: остаток новой 1901 года

Остаток новой (англ. Nova remnant) — газопылевое образование, состоящее из вещества, оставшегося после вспышки классической новой или после ряда вспышек повторных новых. На протяжении своего существования оболочка новой расширяется со скоростями около 1000 км/с, а туманность подсвечивается световым эхо звезды-предшественника, что наблюдалось в случае сферической оболочки GK Персея и при исследовании энергии, присущей расширяющимся пузырям наподобие T Компаса.

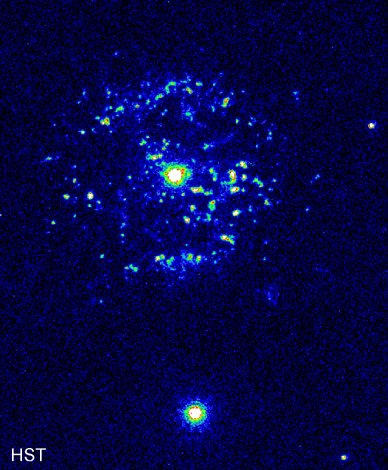
Остаток новой T Компаса

Поскольку значительная часть новых требует наличия предшественника в виде двойной системы, состоящей из белого карлика и звезды главной последовательности (или субгиганта), или в виде сливающихся красных карликов, то почти все остатки новых можно соотнести с двойными звёздами. Теоретически это означает, что на форму туманностей влияют центральные системы и количество вещества, выбрасываемого при вспышке новых. Для современной астрофизики формы туманностей представляют значительный интерес.
По сравнению с остатками сверхновых и планетарными туманностями остатки новых имеют меньшую массу и энергию. Наблюдать их можно в течение нескольких столетий. Примеры новых, обладающих туманностями-оболочками или остатками вспышек: GK Персея, RR Живописца, DQ Геркулеса, FH Змеи, V476 Лебедя, V1974 Лебедя, HR Дельфина и V1500 Лебедя. Примечательно, что больше остатков новых обнаруживается для недавних вспышек, вследствие улучшения технологий получения изображений.